# Henri Diricx
Hendrik Paul "Rie" Diricx (Duffel, 7 juli 1927 – Jette, 26 juni 2018) was een Belgisch voetballer die speelde als verdediger. Hij voetbalde in de eerste klasse bij Union Sint-Gillis en speelde 29 wedstrijden voor het Belgisch voetbalelftal.

## Loopbaan
Diricx sloot zich voor het eerst aan bij AC Ter Elst in Duffel van 1940 tot 1943, alvorens zich in navolging van zijn oudere broers Jef en Alfons in december 1943 op 16-jarige leeftijd bij Union Sint-Gillis aan te sluiten. Hij debuteerde als verdediger in de eerste ploeg in 1946 en bleef er voetballen tot in 1961. Diricx speelde 314 wedstrijden in de Eerste klasse (uitgezonderd de periode 1949-1951 toen Union in Tweede klasse speelde) en scoorde in totaal 24 doelpunten.. Rik sloot zich niet bij FC Duffel aan, omdat met de transfer van Jef geld was beloofd aan vader Diricx. Die heeft echter nooit het geld gezien en zwoer dat geen enkele zoon zich nog daar ging aansluiten. De oudste Frans (De Zerk) en vervolgens ook Piet en Aloïs speelden nog met FC Duffel in de Tweede Klasse net als Jef (die feitelijk Lodewijk heet). De Zerk werd in 1936-1937 topschutter in de tweede afdeling en scoorde onder andere tegen Hoboken acht doelpunten.
In 1956 eindigde Diricx als vierde in de verkiezing van de Gouden Schoen, na Victor Mees (Antwerp FC), Denis Houf (Standard Luik) en Bob Van Kerkhoven (Daring Club de Bruxelles).
Tussen 1951 en 1960 werd Diricx 58 maal geselecteerd voor een wedstrijd van het Belgisch voetbalelftal. Hij speelde mee in 29 wedstrijden en kon hierin eenmaal een doelpunt scoren. In de wedstrijden van België op het wereldkampioenschap voetbal 1954 in Zwitserland zat Diricx telkens op de bank.
Na zijn Union-periode ging Diricx in 1961 naar Racing Club Jette, dat op dat moment nog in de provinciale reeksen speelde. In 1962 kon Diricx met de ploeg de promotie naar Vierde klasse en in 1965 de promotie naar Derde klasse afdwingen. In Racing Jette speelde Henri Diricx als voorspeler en scoorde meer dan 50 doelpunten in 5 jaar.
Diricx besloot zijn carrière in de provinciale reeksen bij VO Wemmel (1966-1967) en bij SC Elsene (1967-1968), waar hij speler-trainer was. Op 41-jarige leeftijd zette Diricx een punt achter zijn spelersloopbaan.
Nadien was hij nog voetbaltrainer bij Union SG, VC Rotselaar en RU Auderghem.
Op 26 juni 2018 – elf dagen vóór zijn 91e verjaardag – overleed Diricx op 90-jarige leeftijd te Jette in België.